# 杜德顺
杜德顺（1948年—），男，北京人，中国修脚技师，北京市虎坊路浴池脚病治疗室特级修脚技师，全国劳动模范，曾任第七、八届全国人大代表。